# سیموشیر
سیموشیر (انگلیسی: Simushir) یک جزیره آتشفشانی در جزایر کوریل کشور روسیه است.